# Liste der Länderspiele der jamaikanischen Futsalnationalmannschaft
Die nachfolgende Liste enthält alle Länderspiele der jamaikanischen Futsalnationalmannschaft der Männer, die der Fußballverband von Jamaika, die Jamaica Football Federation (JFF), im Jahr 2015 gegründet hat. Futsal ist die einzige von der FIFA anerkannte Variante des Hallenfußballs. Bisher wurden drei Länderspiele ausgetragen, von denen jedoch zwei von der FIFA nicht anerkannt werden.

## Länderspielübersicht
Legende
- Erg. = Ergebnis
- n. V. = nach Verlängerung
- i. S. = im Sechsmeterschießen
- abg. = Spielabbruch
- H = Heimspiel
- A = Auswärtsspiel
- * = Spiel auf neutralem Platz
- Hintergrundfarbe grün = Sieg
- Hintergrundfarbe gelb = Unentschieden
- Hintergrundfarbe rot = Niederlage

| Nr.                    | Datum      | Erg. | Gegner       |   | Austragungsort                                | Anlass                                     | Bemerkungen |
| ---------------------- | ---------- | ---- | ------------ | - | --------------------------------------------- | ------------------------------------------ | --- |
| 1                      | 22.01.2016 | 3:9  | Guadeloupe   | * | Havanna (CUB), Sala Polivalente Kid Chocolate | CONCACAF-Meisterschaft 2016- Qualifikation | Länderspiel wird von der FIFA nicht anerkannt, da Guadeloupe kein FIFA-Mitglied ist Erstes Spiel auf neutralem Platz Erste Niederlage Erste Niederlage auf neutralem Platz Höchste Niederlage Höchste Niederlage auf neutralem Platz Erstes Länderspiel gegen Guadeloupe |
| 2                      | 23.01.2016 | 2:3  | Sint Maarten | * | Havanna (CUB), Sala Polivalente Kid Chocolate | CONCACAF-Meisterschaft 2016- Qualifikation | Länderspiel wird von der FIFA nicht anerkannt, da Sint Maarten kein FIFA-Mitglied ist Erstes Länderspiel gegen Sint Maarten |
| 3                      | 24.01.2016 | 1:5  | Kuba         | A | Havanna (CUB), Sala Polivalente Kid Chocolate | CONCACAF-Meisterschaft 2016- Qualifikation | Erstes Auswärtsspiel Erste Auswärtsniederlage Höchste Auswärtsniederlage Erstes Länderspiel gegen Kuba |
| Stand: 27. August 2018 |            |      |              |   |                                               |                                            | |

## Statistik
In der Statistik werden nur die offiziellen Länderspiele berücksichtigt.
Legende
- Sp. = Spiele
- Sg. = Siege
- Uts. = Unentschieden
- Ndl. = Niederlagen
- Hintergrundfarbe grün = positive Bilanz
- Hintergrundfarbe gelb = ausgeglichene Bilanz
- Hintergrundfarbe rot = negative Bilanz

### Gegner
| Land         | Kontinentalverband | Sp. | Sg. | Uts. | Ndl. | Torverhältnis |
| ------------ | ------------------ | --- | --- | ---- | ---- | ------------- |
| Guadeloupe   | CONCACAF           | 1   | 0   | 0    | 1    | 3:9           |
| Kuba         | CONCACAF           | 1   | 0   | 0    | 1    | 1:5           |
| Sint Maarten | CONCACAF           | 1   | 0   | 0    | 1    | 2:3           |
| Gesamt       | Gesamt             | 3   | 0   | 0    | 3    | 06:17         |

### Kontinentalverbände
| Kontinentalverband                 | Sp. | Sg. | Uts. | Ndl. | Torverhältnis |
| ---------------------------------- | --- | --- | ---- | ---- | ------------- |
| AFC (Asien)                        | 0   | 0   | 0    | 0    | 0:0           |
| CAF (Afrika)                       | 0   | 0   | 0    | 0    | 0:0           |
| CONCACAF (Nord- und Mittelamerika) | 3   | 0   | 0    | 3    | 06:17         |
| CONMEBOL (Südamerika)              | 0   | 0   | 0    | 0    | 0:0           |
| OFC (Ozeanien)                     | 0   | 0   | 0    | 0    | 0:0           |
| UEFA (Europa)                      | 0   | 0   | 0    | 0    | 0:0           |
| Gesamt                             | 3   | 0   | 0    | 3    | 06:17         |

### Anlässe
| Anlass                                      | Sp. | Sg. | Uts. | Ndl. | Torverhältnis |
| ------------------------------------------- | --- | --- | ---- | ---- | ------------- |
| CONCACAF-Meisterschaft-Qualifikationsspiele | 3   | 0   | 0    | 3    | 06:17         |
| Freundschaftsspiele                         | 0   | 0   | 0    | 0    | 0:0           |
| Gesamt                                      | 3   | 0   | 0    | 3    | 06:17         |

### Spielarten
| Spielart                       | Sp. | Sg. | Uts. | Ndl. | Torverhältnis |
| ------------------------------ | --- | --- | ---- | ---- | ------------- |
| Heimspiele (H)                 | 0   | 0   | 0    | 0    | 0:0           |
| Spiele auf neutralem Platz (*) | 2   | 0   | 0    | 2    | 05:12         |
| Auswärtsspiele (A)             | 1   | 0   | 0    | 1    | 1:5           |
| Gesamt                         | 3   | 0   | 0    | 3    | 06:17         |

### Austragungsorte
| Austragungsort | Land   | Sp. | Sg. | Uts. | Ndl. | Torverhältnis |
| -------------- | ------ | --- | --- | ---- | ---- | ------------- |
| Havanna        | Kuba   | 3   | 0   | 0    | 3    | 06:17         |
| Gesamt         | Gesamt | 3   | 0   | 0    | 3    | 06:17         |

### Spielergebnisse
|      | Gegentore | Gegentore | Gegentore | Gegentore | Gegentore | Gegentore | Gegentore | Gegentore | Gegentore | Gegentore |
| Tore | 0         | 1         | 2         | 3         | 4         | 5         | 6         | 7         | 8         | 9         |
| ---- | --------- | --------- | --------- | --------- | --------- | --------- | --------- | --------- | --------- | --------- |
| 0    | -         | -         | -         | -         | -         | -         | -         | -         | -         | -         |
| 1    | -         | -         | -         | -         | -         | 1         | -         | -         | -         | -         |
| 2    | -         | -         | -         | 1         | -         | -         | -         | -         | -         | -         |
| 3    | -         | -         | -         | -         | -         | -         | -         | -         | -         | 1         |